# Alabamafrage

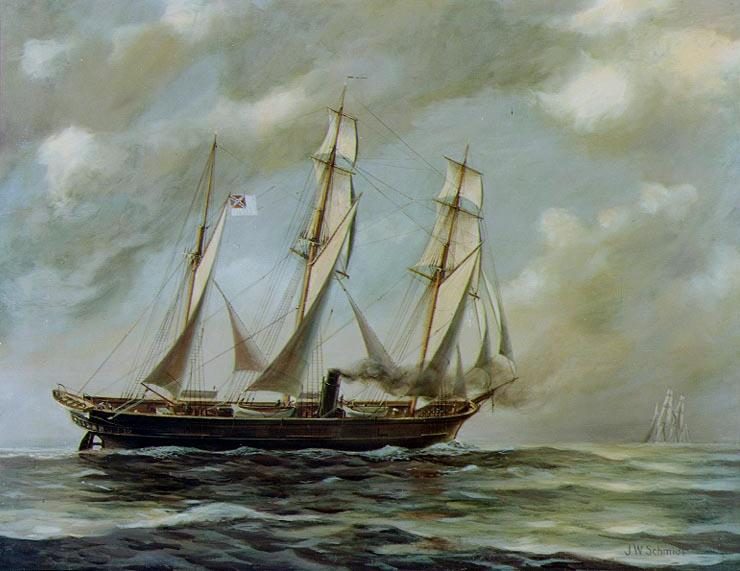
Die Alabama. Aufgabe des Schiffs war es, Schiffe der Nordstaaten im Nordatlantik und in der Karibik zu kapern oder zu versenken.

Die Alabamafrage (engl. Alabama claims: „Alabamaforderungen“) bezeichnet einen Konflikt zwischen dem Vereinigten Königreich von Großbritannien und Irland und den Vereinigten Staaten nach dem Ende des Sezessionskriegs. Namensgebend war ein Kaperschiff der Südstaaten, die Alabama. Die USA machten geltend, dass Großbritannien für die Schäden haftbar sei, die die Kaperschiffe der Südstaaten verursacht hätten, soweit sie in Großbritannien ausgerüstet und bemannt worden waren. Dazu gehörten neben der Alabama die Florida, die Georgia, die Rappahannock und die Shenandoah.
Die USA forderten den Ersatz aller direkten und indirekten Schäden. Es wurden Forderungen von mehreren hundert Millionen bis zu über zwei Milliarden Dollar erhoben. Die Streitfrage wurde zeitweise so gefährlich, dass Kriegsgefahr bestand. Im Februar 1871 einigten sich die beiden Mächte, den Konflikt vor ein internationales Schiedsgericht zu bringen. Diese Vereinbarung wurde am 8. Mai 1871 im Vertrag von Washington unterzeichnet.
Das Schiedsgericht nahm ab Januar 1872 in Genf seine Arbeit auf. Den Vorsitz hatte Italien (Graf Federigo Sclopis). Neben den Parteien entsandten auch Brasilien (Marcos Antonio d'Araujao, Baron von Itajuba) und die Schweiz (Jakob Stämpfli) einen Vertreter. Am 14. September 1872 wurde im Genfer Schiedsspruch eine Einigung erzielt. Die USA verzichteten auf die Erstattung der indirekten Schäden, Großbritannien erkannte das Prinzip an, dass ein neutrales Land eine Sorgfaltspflicht in Bezug auf in seinen Häfen ausgerüstete Schiffe habe und für Schäden haftbar sei, die einer kriegsführenden Nation zugefügt werden. Die Entschädigung wurde auf 15,5 Millionen Dollar in Gold festgelegt.